# R-60
Le R-60 (en russe : « Р-60 »), code OTAN AA-8 « Aphid », est un missile air-air léger soviétique, conçu par les bureaux d'études Molnia (désormais appelés Vympel) et prévu pour être utilisé par les chasseurs soviétiques.
Il a été exporté en quantité et demeure encore en service à l'heure actuelle, aussi bien au-sein des pays de la CEI que d'autres pays étrangers.

## Histoire
Le R-60 fut développé initialement pour équiper le MiG-23.
Les travaux sur la conception de l'arme commencèrent vers la fin des années 1960, désignée alors K-60 ou parfois Izdeliye-62 (en russe : « изделие 62 », signifiant « objet-62 »). La production en série commença en 1973 et il entra en service sous la désignation R-60, codé par l'OTAN « Aphid-A ». Le missile russe de combat rapproché actuel est le R-73 (OTAN : AA-11 « Archer »), mais des quantités importantes de R-60 sont toujours en service.

## Développement et caractéristiques

### Premières versions
Quand il apparut pour la première fois, le R-60 était l'un des plus petits missiles air-air existants, avec une masse au lancement de seulement 44 kg. Il était doté d'un guidage à infrarouge, sous la forme d'une tête chercheuse Komar (moustique) non réfrigérée, et son contrôle en vol s'effectuait par les gouvernes situées à l'avant, les plans arrière étant des stabilisateurs fixes. Les empennages canards distinctifs sur le nez sont appelés des « déstabilisateurs », permettant d'améliorer l'efficacité des gouvernes lors de manœuvres sous fortes incidences.
Il était doté d'une petite charge militaire, constituée de 3 kg de charge hautement explosive (HE) à fragmentation annulaire (avec une vingtaine d'ogives rondes) ainsi que d'un câble en tungstène enroulé en spirale autour de la charge explosive principale. En explosant, le câble se détend en forme de cercle et cisaille ce qui se trouve dans les parages. Deux différents types de fusées de proximité pouvaient être montées : le modèle « standard », une fusée optique de type Striz (martinet), ou un modèle à radar actif Kolibri. Les missiles équipés de la dernière version étaient désignés R-60K.
D'après des sources russes, la portée d'engagement pratique se situerait aux alentours des 4 000 m, même si les données du constructeur sur la brochure publicitaire affirment une valeur de 8 000 m. Jusqu'à récemment, il était considéré comme le missile air-air le plus agile du monde, capable d'engager sous un facteur de charge de 9 g des appareils manœuvrant à 8 g. Un autre avantage en sa faveur était la valeur de sa distance minimale d'engagement : à peine 300 m.
Étant donné les pratiques habituelles de l'Union soviétique concernant les missiles air-air, qu'ils fabriquaient souvent avec l'éventualité de devoir permuter entre plusieurs autodirecteurs (IR ou radars semi actifs), l'OTAN spécula sur le fait qu'il devait probablement exister une version « antiradar » de l'Aphid, dotée d'un autodirecteur à radar passif. Il devint pourtant assez rapidement évident qu'un si petit missile n'aurait pas pu emporter une antenne suffisamment performante pour accomplir cette mission, et d'ailleurs aucune version de ce genre ne fut jamais découverte.
Il en fut construit une version inerte d'entraînement, désignée UZ-62 et UZR-60.

### Évolutions
Une version améliorée, le R-60M, fut introduite en 1982. Désignée par l'OTAN « Aphid-B », il employait un autodirecteur refroidi à l'azote doté d'un champ de vision étendu de ±20°.
Même si cette tête chercheuse était bien plus sensible que l'ancienne, il n'en demeurait pas moins que le missile n'avait toujours que des capacités d'engagement « tous-aspects » plutôt limitées. Sa portée minimale d'engagement était encore diminuée, tombant à 200 m. Les fusées de proximité étaient dotées d'une meilleure résistance aux contremesures électroniques, même si les anciennes versions optique et radar restaient disponibles (Les R-60M dotées de fusées-radars Kolibri-M étaient désignées R-60KM).
Le R-60M était plus long de 42 mm que son aîné et était doté d'une charge militaire plus lourde, de 3,5 kg, faisant grimper sa masse au lancement à 45 kg. Apparemment, quelques versions du missile auraient eu une charge militaire entourée d'une épaisseur d'uranium appauvri, afin d'augmenter l'effet pénétrant et destructeur de la charge explosive.
La version d'entraînement inerte du R-60M est la R-60MU.

### Versions particulières
Depuis 1999, une version modifiée de l'arme était employée par le système sol-air yougoslave M55A3B1. Elle avait été aussi emportée par un lanceur double adapté sur un ancien canon antiaérien autotracté M53/59 Praga (en) tchécoslovaque.
Ces missiles avaient été modifiés par l'ajout d'un étage doté d'un accélérateur à poudre, faisant du propulseur du missile un étage de vol soutenu. Cette solution fut préférée à celle de la modification du moteur principal du missile, comme ce fut par exemple le cas avec le MIM-72 Chaparral.

## Histoire opérationnelle

### Union soviétique
Le 20 avril 1978, près de Mourmansk, l'avion de ligne, un Boeing 707, du vol 902 Korean Air Lines, après avoir violé l'espace aérien soviétique et ignoré les messages de la patrouille d'interception, était pris pour cible par des intercepteurs soviétiques. Le capitaine Alexander, pilote de Su-15, tira deux R-60, l'un des deux ratant de peu l'avion, mais le deuxième explosant dans l'aile gauche. Deux passagers furent tués, les débris (câbles torsadés) du missile ayant perforé le fuselage au niveau des hublots. Malgré une aile à moitié arrachée et une dépressurisation violente, l'avion put se poser en catastrophe sur un lac gelé, et 107 personnes survécurent tout de même à cette mésaventure.
Le 21 juin 1978, un MiG-23M de la PVO, piloté par le capitaine V. Schkinder abattit deux hélicoptères CH-47 Chinook iraniens qui avaient pénétré l'espace aérien soviétique. L'un des deux hélicoptères fut abattu par deux missiles R-60, l'autre fut détruit au canon.

### Syrie
De nombreux rapports russes affirment que l'AA-8 fut beaucoup utilisé au cours de la guerre du Liban de 1982, étant même le principal missile syrien utilisé lors des combats aériens. Certains rapports russes affirment même qu'il était le missile le plus efficace employé par les Syriens au-dessus de la vallée de Bekaa en 1982,.
D'après les Israéliens, la grande majorité des combats air-air étaient des engagements rapprochés à portée visuelle, et ce fut également ce que confirmèrent les Russes. Les Russes mentionnèrent également que plusieurs F-4, F-16 et Kfir furent détruits, parmi d'autres appareils. Même si quelques F-4 et Kfir avaient été perdus en 1982, les Israéliens ont toujours assuré que toutes leurs pertes n'étaient le fruit que d'attaques de missiles sol-air.

### Cuba/Angola
Le 27 septembre 1987, au-cours de la guerre de la frontière sud-africaine, une tentative fut effectuée d'intercepter deux MiG-23ML des forces révolutionnaires cubaines.
Le Mirage F1CZ du capitaine sud-africain Arthur Piercy fut endommagé par un R-23 ou un R-60 tiré de face par le major Alberto Ley Rivas. L'explosion de la charge militaire détruisit le compartiment du parachute de freinage et endommagea les circuits hydrauliques. Piercy parvint malgré-tout à rentrer à la base aérienne de Rundu, mais l'appareil dépassa la piste. L'impact avec le terrain irrégulier déclencha le siège éjectable mais le pilote ne parvint pas à se séparer du siège et endura de graves traumatismes de la moelle épinière,.
Le 7 août 1988, un BAe 125 du gouvernement du Botswana transportait le président du pays, Quett Masire, et son personnel vers une réunion à Luanda. Le pilote d'un MiG-23 angolais tira deux R-60 vers l'avion. L'un des deux missiles toucha le moteur no 2, le détachant de l'appareil, alors que le deuxième missile explosa dans le moteur en pleine chute. L'équipage de l'avion réussit à effectuer un atterrissage d'urgence sur une bande de brousse à Cutio Bie.

### Inde
En 1999, un MiG-21 de la force aérienne indienne utilisa un missile R-60, pour abattre un Breguet Atlantic pakistanais qui avait pénétré son espace aérien. Le missile toucha le moteur gauche et l'avion partit en vrille, avant de s'écraser dans des marécages, tuant les seize occupants, dont quatre étaient des officiers pakistanais.
Une partie de la carcasse fut trouvée en territoire contesté. Cet accident est connu sous le nom de « l'incident de l'Atlantic ».

## Versions

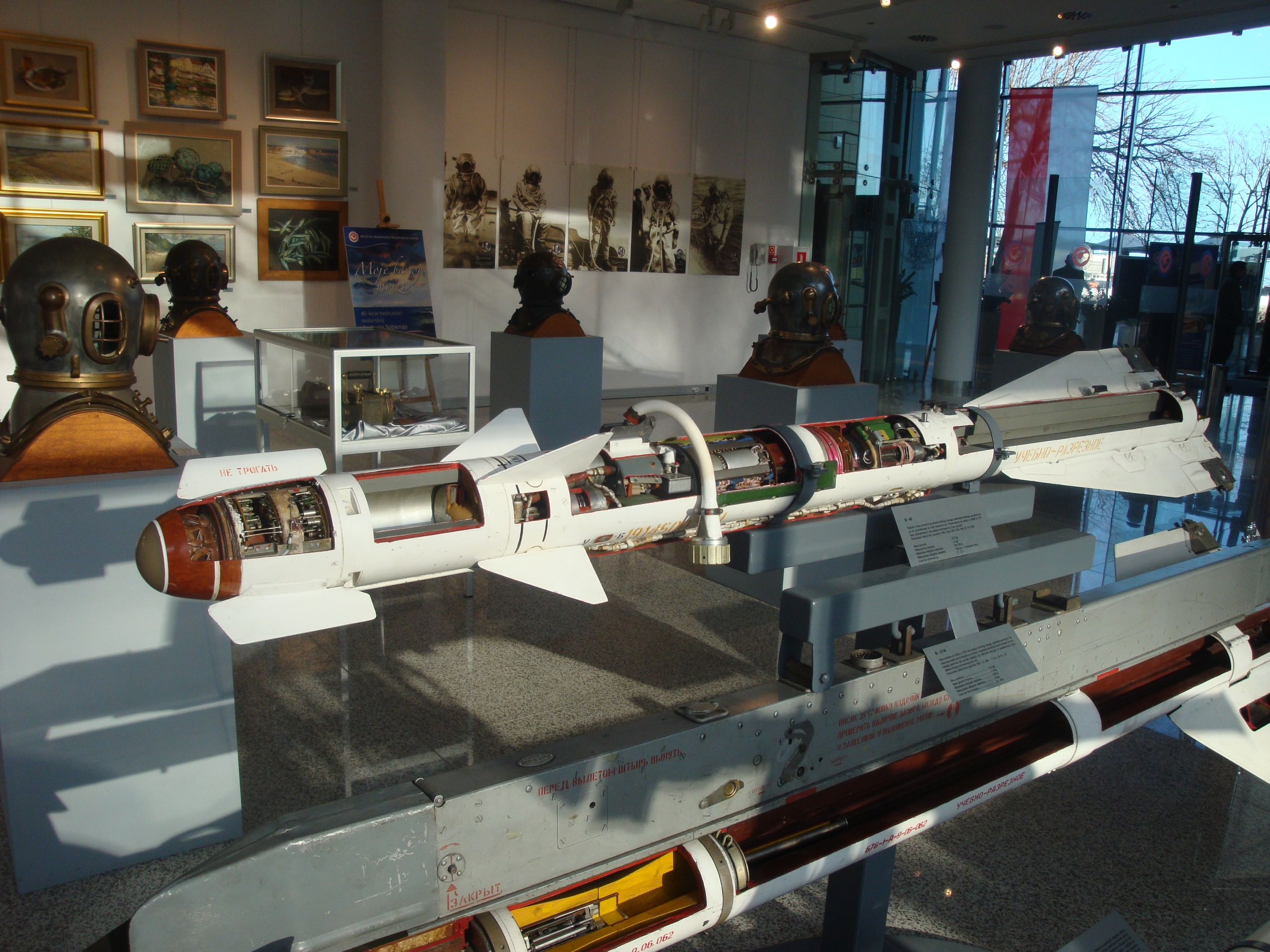
Missiles R-60 (en haut) et R-13M dans un musée.

- R-60 (« Aphid-A ») : Version de base du missile. Elle est dotée d'une fusée de proximité optique Striz (martinet). Elle prend la dénomination de R-60K avec la fusée de proximité radar ;
- R-60K : Version de base du missile, mais équipée d'une fusée de proximité à radar actif Kolibri ;
- UZ-62 et UZR-60 : Versions inertes d'entraînement du R-60 « de base » ;
- R-60M (« Aphid-B ») : Version améliorée du R-60. Autodirecteur refroidi à l'azote et champ de vision amélioré. Nouvelle fusée de proximité, résistant mieux aux contre-mesures électroniques. Taille et poids légèrement en hausse, due notamment à l'augmentation de la charge militaire à 3.5kg ;
- R-60KM : Les R-60M encore dotés des fusées-radar Kolibri-M étaient désignés R-60KM ;
- R-60MU : Version inerte d'entraînement du R-60M ;
- version modifiée par les yougoslaves pour être tirée depuis des lanceurs terrestres (désignation inconnue).

## Vecteurs
Un grand nombre d'appareils peuvent employer ce missile, parmi lesquels:
- MiG-21, MiG-23, MiG-25, MiG-27, MiG-29, MiG-31 ;
- Su-15, Su-17, Su-20, Su-22, Su-24, Su-25 ;
- Yak-28, Yak-38, Yak-141 ;
- Mi-24, BAe Hawk, HAL Tejas.

## Utilisateurs

### Anciens
- Union soviétique : reversés aux états successeurs.
- Allemagne de l'Est
- Finlande : utilisés sur les MiG-21 Bis.
- Hongrie : utilisés sur les MiG-29.
- Iraq : 582 livrés entre 1986 et 1989 pendant l'époque de Saddam Hussein[10].
- République tchèque
- Tchécoslovaquie : reversés aux états successeurs.
- ex-Yougoslavie : reversés aux états successeurs.

### Actuels

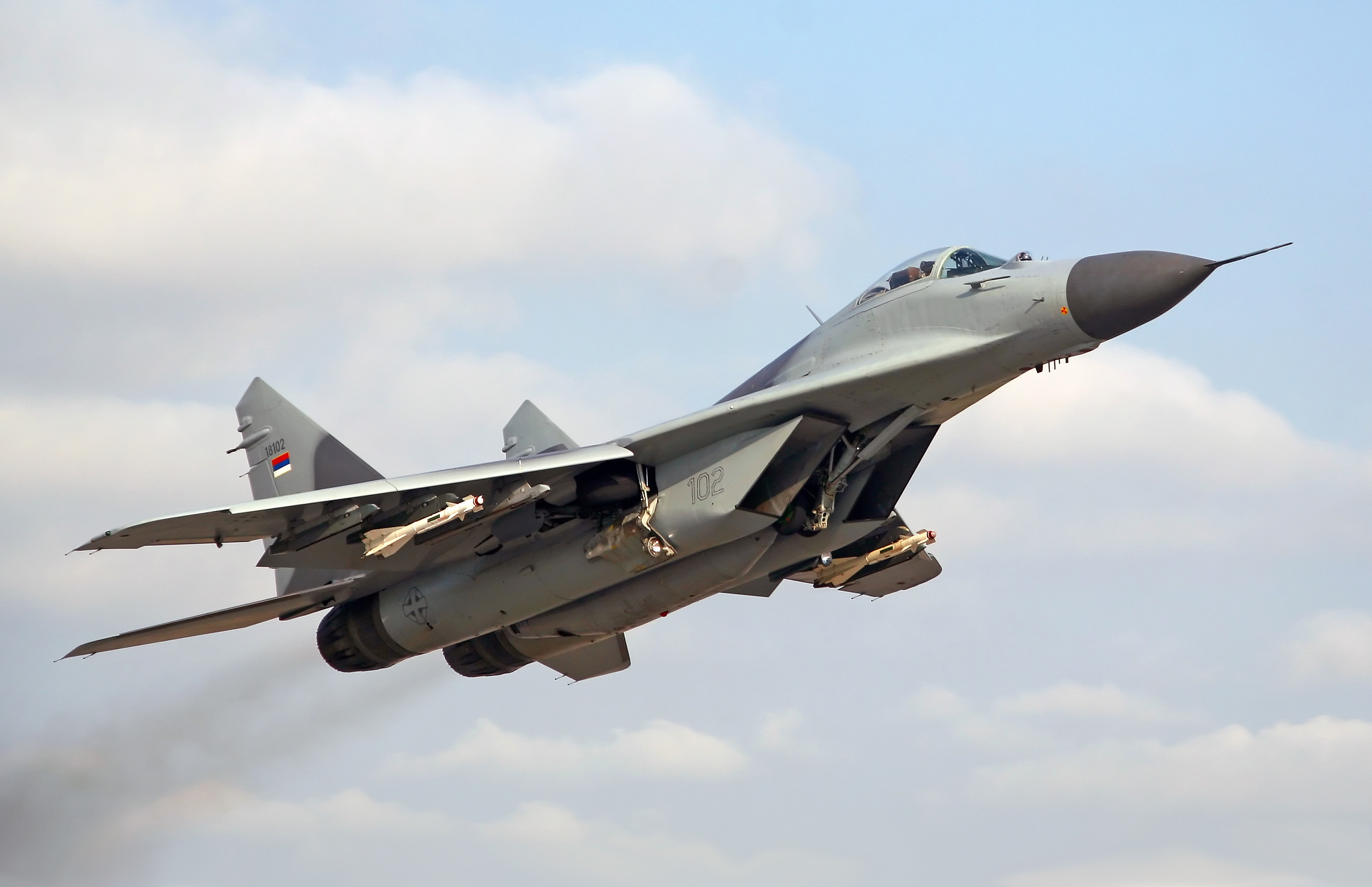
MiG-29 serbe armé de R-60.

- Algérie[11]
- Russie
- Angola
- Arménie
- Bulgarie
- Corée du Nord
- Croatie
- Cuba
- Géorgie[12]
- Inde
- Iran
- Libye[13]
- Malaisie
- Pérou
- Pologne
- Serbie
- Slovaquie
- Syrie
- Viêt Nam